# Слабоалкогольні напої
Слабоалкого́льні напо́ї (алкопоп) — лікеро-горілчані напої міцністю від 1,2 % до 8,5 %, з масовою концентрацією екстрактивних речовин не більше ніж 14 г/100 см3, виготовлений на основі водно-спиртової суміші з використанням інгредієнтів, напівфабрикатів та консервантів, насичений чи ненасичений діоксидом вуглецю. Іноді містять кофеїн чи екстракт гуарани  — так звані «енергетичні коктейлі» (заборонені в деяких країнах).
Особливість впливу таких напоїв пов'язана з тим, що вони містять у собі вуглекислий газ. Він прискорює проходження алкоголю через шлунок і його всмоктування в кишечнику, а через це швидко створюється висока концентрація алкоголю в організмі.
В Україні ринок слабоалкогольних напоїв досить насичений, найпопулярнішими є Сидр, Шейк, Ром-Кола, Джин-Тонік, Лонгер, енергетичні коктейлі. Такі напої також називають «алкопоп» (поєднання слів «алкоголь» та «поп», що є однією зі збірних назв газованих напоїв) через їх значну популярність серед молоді (в тому числі, серед неповнолітніх). На місцевому рівні започатковано ряд кампаній щодо обмеження торгівлі слабоалкогольними напоями та боротьби з їх продажем особам до 18 років (кампанія «Стоп-алкопоп» А.Садового у Львові та В.Жуковської у Черкасах).